# Glosse (Journalismus)
Im Journalismus ist eine Glosse ein meist kurzer und pointierter, oft satirischer oder polemischer Meinungsbeitrag zu aktuellen Ereignissen oder Problemen. Glossen werden vorwiegend in Zeitungen, Zeitschriften und Online-Medien veröffentlicht, aber auch im Hörfunk und im Fernsehen gesendet. Häufig tritt die Glosse als Kolumne in einer Zeitung auf, also an gleicher Stelle wiederkehrend; ein Beispiel ist das unsignierte Streiflicht auf der Titelseite der Süddeutschen Zeitung.

## Bezeichnung
Die Bezeichnung der journalistischen Textsorte geht auf erläuternde oder kommentierende Randbemerkungen zurück, die in der Literaturwissenschaft Glossen genannt werden. Später wurde Glosse ein Ausdruck für eine spöttische Randbemerkung und im Anschluss daran die Bezeichnung für die entsprechende journalistische Darstellungsform.

## Merkmale
Glossen unterscheiden sich von Kommentaren und Leitartikeln durch ihren unterhaltenden, geistreichen und witzigen Charakter. Glossen nehmen ein Thema vorzugsweise satirisch oder polemisch auf Korn. Idealerweise besticht der Text durch sprachliche und geistige Eleganz. Komik, eine verblüffende Überschrift, Wortspiele, Wissens- und Bildungshäppchen und ein überraschender Schlussgag können dazu beitragen. Häufig angewandte Stilmittel sind Ironie und Übertreibung (Hyperbel). Die Glosse stellt hohe Ansprüche an das Können des Schreibers und gilt als journalistische „Königsdiziplin“.

## Themen
Glossen werden sowohl zu lustigen als auch zu ernsten Themen verfasst, zu „großen“ weltpolitischen ebenso wie zu „kleinen“ lokalen Ereignissen. Für die Lokalglosse, auch Lokalspitze oder Spitze genannt, ist es von besonderem Reiz, das Fundstück einer unscheinbaren lokalen Begebenheit in eine „größere“ Thematik einzubetten.
Eine Sprachglosse kommentiert Erscheinungen des zeitgenössischen Sprachgebrauchs mehr oder minder kritisch und setzt sie dann oft auch in Beziehung zu allgemeineren kulturellen und gesellschaftlichen Entwicklungen. In Staaten mit eingeschränkter Pressefreiheit verstecken Schriftsteller und Journalisten ihre Regimekritik mitunter in Sprachglossen, so in der Vergangenheit in Deutschland während der Zeit des Nationalsozialismus (siehe auch Presse im Nationalsozialismus) und in der DDR.